# Araneus concoloratus
Araneus concoloratus là một loài nhện trong họ Araneidae.
Loài này thuộc chi Araneus. Araneus concoloratus được Frederick Octavius Pickard-Cambridge miêu tả năm 1904.